# Paula de la Serna
Paula de la Serna (Salta, Provincia de Salta, Argentina; 2 de agosto de 2005) es una futbolista argentina. Juega de delantera en UAI Urquiza de la Primera División A de Argentina. Integró la Selección sub-20 de Argentina.

## Trayectoria

### Inicios
Se inició en el club Grand Bourg de su natal Salta y luego integró el equipo del Club Popeye de susodicha provincia. En este último club recibió una convocatoria a la Selección Nacional sub-15 de Argentina en el año 2020.

### Racing Club
Desde el año 2020 formó parte de Racing Club, donde llegó a disputar torneos de divisiones inferiores.

### UAI Urquiza
En septiembre de 2021 se confirma como nueva incorporación de UAI Urquiza.

## Estadísticas

### Clubes
| Club        | País      | Año             |
| ----------- | --------- | --------------- |
| Grand Bourg | Argentina | ???? - ????     |
| Club Popeye | Argentina | ???? - 2020     |
| Racing Club | Argentina | 2020 - 2021     |
| UAI Urquiza | Argentina | 2021 - presente |